# California City
California City is een plaats (city) in de Amerikaanse staat Californië, en valt bestuurlijk gezien onder Kern County. De stad ligt in de Antilopevallei van de Mojavewoestijn en vormt de kern van een mislukt new town-project (een soort geplande stad) van vastgoedontwikkelaar en sociologieprofessor Nat Mendelsohn. Die kocht in 1958 een stuk land op ter grootte van 320 km² voor zijn droomstad en begon met de aanleg van wegen en voorzieningen rond een kunstmatig meer en een centraal park met als doel er later woonwijken te realiseren. Mendelsohn hoopte dat zijn stad ooit de omvang van Los Angeles zou krijgen, maar hoewel California City momenteel de op twee na grootste stad van Californië is qua grondgebied, groeide het inwoneraantal in 50 jaar tijd slechts tot 10.000, waardoor het wegennet van de stad zich tot ver buiten het eigenlijke bebouwde gebied uitstrekt. In de laatste jaren is echter sprake van een bovengemiddelde groei van het inwoneraantal.

## Demografie
Bij de volkstelling in 2000 werd het aantal inwoners vastgesteld op 8385.
In 2006 is het aantal inwoners door het United States Census Bureau geschat op 12.659, een stijging van 4274 (51.0%).

## Geografie
Volgens het United States Census Bureau beslaat de plaats een oppervlakte van
527,4 km², waarvan 527,2 km² land en 0,2 km² water.

## Plaatsen in de nabije omgeving
De onderstaande figuur toont nabijgelegen plaatsen in een straal van 40 km rond California City.

## Victoria
In 2020 maakten drie Belgische regisseurs, Liesbeth de Ceulaer, Sofie Benoot en Isabelle Tollenaere, een (bekroonde) documentaire, onder de titel Victoria, over een jongeman die in California City is gaan wonen. Hij noemt de "spookstad" Victoria, en zo is ook de documentaire genoemd. De documentaire geeft een beeld van het "desolate" karakter van de woestijnstad.